# Listes de mines d'or
Voici des listes de mines d'or. Elles sont classées en fonction du continent où elles se situent.

## Amérique du Nord

### Caraïbes
- Haïti
  - mine d'or de Mont-Organisé
- République dominicaine
  - Mine de Pueblo Viejo, Pueblo Viejo (Azua) (en)

## Amérique du Sud
- Pérou
  - Mine du Rio Huaypetue
  - Mine de Yanacocha

## Afrique

### Algérie
- Mine d'Amesmessa
- Mine de Tirek

### Burkina Faso
- Mine d'Essakané
- Mine de Youla

### République démocratique du Congo
- Mine de Kibali

### Égypte
- Mine de Sukari

### Mali
- Mine de Morila
- Mine de Sadiola
- Mine de Yatela
- Mine de Loulo, complexe minier Loulo-Gounkoto
- Mine de Kalana

### Tanzanie
- Tanzanie (en)

## Asie
- Mongolie (en)
  - Mine de Boroo
  - mine d'or de Gatsuurt (en)
  - Mine d'Oyou Tolgoï
- Japon (en)

### Indonésie
- Mine de Grasberg

### Ouzbékistan
- Mine de Muruntau

### Russie
- Mine Olimpiada

## Europe

### Royaume-Uni
- Écosse
  - Beinn Chùirn (en)
  - Lowther Hills (en)

### Ukraine
- Mine d'or de Moujievo.
- Mine d'or de Berehove.
- Kvasovo.

## Océanie
- Australie (en)

### Papouasie-Nouvelle-Guinée
- Mine de Lihir, île Lihir
- Mine de Porgera